# Gladys Vidal de Arbesu
Gladys del Carmen Vidal de Arbesu (Ciudad de Panamá, 1931-2006) fue una docente y actriz  panameña que destacó por su  trayectoria en el teatro y la realización de radionovelas en Panamá.  Es considerada la primera voz femenina de la radio panameña.
El anfiteatro municipal Gladys Vidal, ubicado en la sede del Municipio de Panamá en el edificio Hatillo, es un espacio para actividades educativas y culturales nombrado en su honor.

## Biografía
Nació en 1931 en la Ciudad de Panamá.  Estudio teatro en el conservatorio Nacional de Música y declamación.

Estuvo entre las actrices del teatro universitario, pionera de la radio panameña, locutora de radionovelas, fue profesora de jóvenes que recibieron sus cursos de actuación en el Colegio de las Esclavas del Corazón de Jesús, en Ganexa y en el Instituto Panamericano.
En 1949, empezó su carrera en la RPC Radio, donde formó parte del cuadro escénico. Participó en radionovelas.
Además tuvo su propio programa radial por muchos años que inicialmente se llamaba "Solo para mujeres". Debido a que se trataban temas diversos se cambió el nombre a "Música y palabras" tenía una audiencia amplia para mujeres y hombres.
En cuanto a su formación teatral participó en diferentes obras, entre ellas una de las más relevantes en su carrera, dirigida por José Diaz en la Universidad de Panamá fue el drama Tennessee Williams verano y humo.
En las palabras de la misma Gladys Vidal, su descripción de hacer teatro era “El hacer teatro es un acto de fe. Es un arte que junto con la alegría del éxito, de los aplausos entusiastas de un público de pie, de una critica generosa, nos deja el triste sabor de que todo el esfuerzo que se hace queda en nada una vez se ha terminado la temporada. Y con el paso del tiempo ya nadie lo recuerda. Lo que no queda en el papel, en la televisión, en una película, fenece. El libro, si es bueno, sobrevive al tiempo y al espacio. En el teatro entran en juego los nervios, tu instrumento es el cuerpo y la voz y las entrañas. Porque para hacer teatro hay que tener sentido de lo que es el sacrificio y la entrega"
En 1990 participó en un seminario taller de lectura interpretativa en la Universidad Santa María La Antigua, y por muchos años dictó cursos de dicción y proyección escénica a profesionales de todos los campos.